# 美国的吹哨人保护
吹哨人（whistleblower）是指揭露某个私人或公共组织中任何被认为非法的、违反道德的和不正当的行为或信息的人。《吹哨人保护法》（Whistleblower Protection Act）在1989年被写入美国联邦法律。
吹哨人保护的相关法律法规保障某些特定情况下雇员和承包商的言论自由。如果员工或申请人有理由相信信息披露证明违反了任何法律、规则或条例，或严重管理不善，严重浪费资金，滥用职权，或对公共卫生或安全构成实质性和具体的危险，吹哨人将受到保护，免遭报复。

## 法律
涉及吹哨人的法律属于公法范畴。

### 公法
公法规定人民与国家之间的关系，包括三种类型：宪法、刑法和行政法。 宪法规定政府的原则和权力以及政府不同部门之间的关系。 刑法约束威胁社会或国家安全与福祉的行为。 行政法规定政府机构的运作和程序。政府司法部门对法律进行解释，其法律汇编被称为判例法。

#### 行政法
除现役军人外，约65%的联邦政府工作人员受雇于行政部门，受总统发布的命令和条例（即行政命令）、总统领导下的行政当局颁布的条例以及《联邦法规汇编》第5编下编纂的条例约束，具体如下：
- EO 12674-政府官员及雇员道德操准则 （页面存档备份，存于）
- 5 C.F.R. 已被81 FR 48687修订的第2635部分-行政部门员工的道德行为标准 （页面存档备份，存于）
- 12356-国家安全信息[]

军事吹哨人保护法：
- SECNAVINST 5370.7C：军事吹哨人报复保护
- U.S.C. 10 1034年军事吹哨人法 （页面存档备份，存于）
- DoDD 7050.06国防部指令 （页面存档备份，存于）

提供相关信息的其他组织：
- 美国卫生与公共服务部 （页面存档备份，存于）
- 美国国土安全部 （页面存档备份，存于）
- 美国联邦执法部门法警署 （页面存档备份，存于）
- 美国国防部
- 美国海军 （页面存档备份，存于）
- 美国空军 （页面存档备份，存于）
- 美国海军陆战队 （页面存档备份，存于）
- 美国陆军 （页面存档备份，存于）

高级军官若未能根据犯罪相关信息履职或存在失职行为，将被永久性降低军衔或接受军法审判。高薪等级的文官也有类似的要求和限制。
各州的组织方式大致相同，行政命令由州长发布。

#### 刑法
曝光危险化学品是典型的“吹哨人”行为。合法使用杀虫剂与使用致命性武器伤人之间的区别就在于是否告知风险和产品安全度高低。在大多数地区，医生需依法提交一份报告，以说明“某人因遭受攻击或虐待行为而产生创伤或其他身体伤害。” 
授权报告人有义务按以下方式向当地执法机构提交报告：
1. 受伤人员的姓名和位置（若已知）。
2. 伤者受伤的性质和程度。
3. 受伤者声称对其造成伤害、攻击或虐待行为的人的身份。

雇主必须在雇员接触杀虫剂前进行告知和培训，否则当雇员就医时，除承担工人赔偿义务外还可能面临刑事起诉。

在美国普通法中，非刑事殴打指除故意伤害之外所造成的“危害或冒犯性”接触。其被称为过失殴打，与工人驾驶途中遇交通事故索赔属于同一范畴。危害行为与其造成的危害结果之间存在延迟的情况同样适用。
刑事殴打的定义是：（1）对他人（2）非法使用暴力（3）并造成人身伤害。 例如，如果雇主未能按照公法（非法暴力）告知工人会暴露于杀虫剂下的信息，之后又（对雇员）违反指定工作区域的产品标签标注，且造成永久性残疾（人身伤害），即构成犯罪。
若通知了美国环保署（EPA），在雇员接触杀虫剂之前进行了适当的培训且没有违反产品标签限制，则杀虫剂造成的伤害视为事故而非犯罪。 类似的原则适用于租用物业的住户、学校等公共建筑的使用者以及企业主接触的客户。
《萨班斯-奥克斯利法案》中也存在针对公司财务的刑事处罚。
涉及挪用公款的财务违规行为是适用于联邦管理人员的刑事处罚的领域之一。国会指定用途的资金不得用于其他用途（包括工资）。美国海军有一个典型案例。
《美国法典》第18条第1001节 （页面存档备份，存于）规定了虚假陈述的刑事处罚，适用于任何两名联邦雇员之间的虚假陈述，其中包括管理人员、任命官员和民选官员。
刑事处罚也适用于在工作场所发生的犯罪，通常是发生受伤的情况下。例如，工作场所接触有害物质后导致的疾病需要医学评估。为进行评估并核实工人的赔偿金，需查阅含有危险物质的产品的安全数据表。不提供需依法公开的相关信息即为犯罪。
报复救济措施仅限于扣发管理人员工资和涉及《公务员制度改革法》的民事救济措施。
州法律同样适用于联邦员工，加利福尼亚州提供了相关案例。
- 加州劳工法典第6425条 （页面存档备份，存于）

#### 州法
一些州有当地的吹哨人保护法规，例如纽约州。 一名学校护士曾因被要求报告一宗据称“被掩盖”的虐待儿童案而被解雇，可根据纽约州法律寻求保护。

#### 劳工法与政策
法律未明确禁止的雇主活动通常是被允许的。不了解法律不是合法的理由。管理者不得命人参与涉及非法、不道德或有害健康的事情。当工人认为处于上述情境时，可能会提出争议。若能诉诸某种法律或公共政策来证明争议的正当性，工人通常会占优势地位。当争议走申诉程序时需援引相关法律和政策，否则就会失败。
《禁止人事措施法》修订了《美国法典》第5条“政府机构及雇员”的条款，向联邦雇员提供吹哨人保护。 法律禁止对吹哨行为进行报复。更为严重的一个担忧是工作场所安全问题。如果工作场所不满足国际法规理事会制定的建筑法规，则可能会对职业安全造成负面影响。 1990年之前建造的建筑可能无法满足这些法规要求。例如，当建筑的新风系统关闭时，管理者可能未认识到疾病率升高的原因。
在没有新鲜空气的情况下，该建筑不再符合《职业安全和保健法（OSHA）》律和建筑规范。美国国家环境保护署（EPA）建议新风换气量不少于15 CFM（立方英尺/分钟）/人，以防止有毒化学物质（如人体呼吸中呼出的二氧化碳）在空气中积聚。新鲜空气不足会导致建筑内有毒气体过度积聚而导致疾病或死亡。
美国大部分地区实行的建筑规范如下：
- 空气流通：EPA（国家环保署） （页面存档备份，存于）
- 国际建筑规范
- 国际水暖规范
- 国际机械法规
- 国家电气法规
- 全国消防协会

## 揭露不当行为、言论自由和报复
联邦和州的法律保护雇员免于因揭发其他雇员的不法行为揭露给相关机构而受到报复。麻烦在于吹哨人，特别是国防机构的举报人，将他们涉及的机密信息公开可能会对国家安全产生负面影响。情报收集和评估利于工作的军队工作和文职人员被要求签署保密协议，这一做法被最高法院在斯内普诉美利坚合众国案 （页面存档备份，存于）（Snepp v. United States）中予以确认。最高法裁定限制个人披露机密信息的保密协议不侵犯其第一修正案权利（言论自由）。私人企业中雇员签署的保密协议也会造成类似的冲突。
美国特别顾问办公室（United States Office of Special Counsel)为联邦机构的管理人员提供培训，使其按照《禁止人事措施法》（5 USC§2302）的要求，向员工告知举报人保护措施。 法律禁止对举报进行报复。 （参见：上面的美国劳动法和政策。）

## 法律

### 1863年《虚假申报法》
《虚假申报法》（FCA,The False Claims Act)(又名：林肯法）详细规定了处理提起无效诉讼的雇员的流程。国会颁布该法律旨在提供一个法律框架来处理欺诈联邦政府的军需供应商。这种欺诈行为可以是产品收费过高，也可以是供应了有缺陷的战争物资（包括食品和武器）。促使国会制定该法的最初原因是出售有缺陷的加农炮。这些炸膛的加农炮造成了北军伤亡。
该法律规定，仅当提起诉讼的雇员明知其申报无效而决定起诉时，该雇员才可因虚假申报而被追究责任。如果查明该雇员明知其申报是不真实的，则其将承担不低于两倍的损害赔偿。该法律规定了民事责任而非刑事处罚，并为吹哨人提供经济奖励。奖励等于追偿金额的15％到30％，总额可能高达数百万美元。除了经济补偿外，对于向美国政府交付的有缺陷产品和服务，《虚假申报法》对提供线索的工人进行有限的保护。《虚假申报法》禁止解雇提供线索的雇员。 限制解雇可能会持续六年。
《虚假申报法》为非政府工作人员提供了民事救济。《虚假申报法》中的一项规定是“公益代位”（Qui tam），允许个人代表政府提起诉讼。政府工作人员可以援引单独的救济。 该《虚假申报法》有助于确保诉讼主张真实、准确、有效和公平。如果每个雇员都仅仅为了起诉可获得赔偿而提起诉讼，那么起诉就不会可靠和公平。

### 1912年《劳埃德－拉福莱特法》
1912年国会通过了《劳埃德－拉福莱特法》，旨在保障联邦雇员与国会议员沟通的权利。该法令是第一步针对吹哨人的保护性立法。该法案规定了将联邦雇员摆脱其雇主束缚的程序，并赋予了他们加入工会的权利。该法规定，“雇员......向国会两院及其委员会成员提供信息的权利不应被干涉或否决。”这项法律禁止上司以薪资惩罚的方式报复试图吹哨的雇员（停发上司工资）。

该法案是为了让大多供职于行政部门的联邦雇员可以直接向国会反馈信息。该法案不保护违反了涉密信息公开规定的雇员，包括未经授权的涉密信息披露，以及与执法调查和少年记录等问题相关的其他类型的未经授权的公开披露。未经授权披露涉密信息是被禁止的，因此应将具体工作问题披露给相应的国会委员会，该委员会成员应当具备相应的权限。一般来说，基于《劳埃德－拉弗莱特法》的信息披露应涉及的内容是这样的：如果国会介入能解决该问题，则政府会因此受益，同时吹哨人的上司不仅不会认为国会的解决方案是有益的而表示支持，更会加以反对。

### 1966年《信息自由法》
1966年美国《信息自由法》（Freedom of Information Act of 1966）开放了获取调查吹哨人举报之事所需信息的权限。法案赋予公众要求查阅任何联邦机构档案的权利。它常常被描述为一部让公民了解政府的法律。对于根据《信息自由法》提出的任何信息公开请求，联邦机构必须公开，除非该信息属于保护个人利益、国家安全和执法等的九项例外。
九项例外如下：
- 例外1：为保护国家安全而加密的信息。
- 例外2：仅与机构内部人事规则和做法有关的信息。
- 例外3：其他联邦法律禁止披露的信息。
- 例外4：商业机密，机密或特许不泄露的商业或金融信息。
- 例外5：机构内部或机构之间特许不披露的通信，包括：
  - a) 内部商议过程特权
  - b) 律师-工作成果特权
  - c) 律师-委托人特权
- 例外6：如果公开将侵犯他人隐私的信息。
- 例外7：为执法目的而汇编的信息，如果公开：
  - a）可以合理地预期到会干扰执法程序
  - b）会剥夺一个人获得公正审判或公正判决的权利
  - c）可以合理地预期到会构成对个人隐私的无理侵犯
  - d）可以合理预期到会将暴露机密线人的身份
  - e）将披露执法调查或起诉的技术和程序
  - f）可以合理预期到会危害任何人的生命或人身安全
- 例外8：有关金融机构监管的信息
- 例外9：关于油井矿井的地理信息[11]

《信息自由法》亦要求联邦机构主动把某些信息发布到网上，包括经常被请求查阅的档案。
例如，如使用危险化学品（如杀虫剂）则必须向其雇员披露。因接触危险化学品、辐射获知其他危险品而导致终身残疾的联邦雇员高达每年10万人。知情权也要求告知接触危险化学品。对于那些可能引发化学伤害、辐射伤害等职业病的工作场所，知情权必不可少，如果法律不强制要求披露，医生可能难以发现病因。工作场所的危险品必须突出显示，公共场合的危险品应当告知州级和县级有关机构。
当知情权被侵犯时，依据《信息自由法》提出请求是对吹哨行为的最有力支持。该请求不能匿名，并可能需付费。这种请求最好通过不相关的个人（例如工会官员或社区的其他成员）提出的。知情权仅是为何吹哨行为需要借助《信息自由法》的原因之一。

### 1978年《公务员制度改革法》
1978年的《公务员制度改革法》是第二部被通过的（吹哨人）保护法，但它只针对联邦雇员给予保护。稍后，1989年的《吹哨人保护法》提供了为私营企业工作的个人的法律保护。因吹哨人报复而遭受报复的政府工作人员可根据本法的授权对这些（报复）行为进行抵抗。本法创立了如下一些组织以管理在政府行政分支机构内的联邦雇员:
- 考绩制度保护委员会 (MSPB) （页面存档备份，存于）
- Office of Personnel Management (OPM) （页面存档备份，存于）
- Federal Labor Relations Authority (FLRA) （页面存档备份，存于）

这些组织管理在美利坚合众国内大多数的三百万联邦雇员。考绩制度保护委员会（Merit System Protection Board)是一个准司法组织，具有针对被禁止的人员采取行动的执行权限。 在一些情况下，考绩制度保护委员会(MSPB)也负责偿还律师费。公平就业机会委员会(EEOC，Equal Employment Opportunity Commission)处理涉及歧视和骚扰的事务和问题。这些事务包括未能接纳身心障碍人士，以及涉及性别或种族的不平等问题。联邦雇员有权获得吹哨行为的奖金。因此，吹哨行为应当涵盖一项有益的建议，即保留针对与工作相关的改善建议的潜在经济补偿权。
- 美国白宫 （页面存档备份，存于）
- Defense Efficiency （页面存档备份，存于）
- 美国海军[]
- 美国陆军
- 美国海军陆战队 （页面存档备份，存于）
- 美国空军

如果联邦雇员无法重返工作岗位，则可以采取其他补救措施。 如果在政府服务超过5年的雇员的医疗记录中有根据1973年《康复法》未提供的残障认定，则他可能有资格提前退休。 退休规则列在美国人事管理办公室（Office of Personnel Management）退休安置指南。由于医疗身心障碍而导致提前退休每年影响约10万名联邦雇员。
身心障碍的联邦雇员的退休系统有两个：
- 联邦雇员退休系统（Federal Employee Retirement System）身心障碍退休
- 公务员退休系统(Civil Service Retirement System)身心障碍退休

联邦劳动关系局（Federal Labor Relations Authority)是一个涵盖一些特定的集体谈判权（工会）的独立的联邦行政管理机构。美国邮政署下的《邮政改组法》（Postal Reorganization Act）涵盖了邮政雇员的集体谈判。

### 1978年《政府伦理法》

美国政府伦理办公室

美国政府伦理办公室 （页面存档备份，存于）是美国政府行政部门的道德监督机构。
立法部门和司法部门的道德监督机构如下：
- 参议院道德特别委员会 （页面存档备份，存于）
- 众议院公职行为规范委员会 （页面存档备份，存于）
- 司法行为守则委员会 （页面存档备份，存于）

制定1978年《政府伦理法》（Ethics in Government Act of 1978）旨在将政府官员的工资公之于众。这是受尼克松水门事件和星期六夜间屠杀事件（Saturday Night Massacre）的影响。该法强制要求政府官员披露其政府官员及其直系亲属的财务状况和工作经历，便于普通美国公民查看。例如，如果你在公共服务部门工作，则与政府工作相关的薪水和其他财务信息，将在你被雇用起30天内被公示。
《政府伦理法》对吹哨人提供了如下三项保护：
- 强制性、公开披露公职人员及其直系亲属的财务和工作经历。
- 限制公职人员在卸任后一定时间内的游说努力。
- 设立U.S. 美国独立咨询办公室(OIC)来调查政府官员。

美国独立咨询办公室处理所有政府雇员的道德规则，并负责记录吹哨程序。
- 禁止性行为规范
- 吹哨人披露

吹哨人应当注意的是，政府雇员禁止从事政治活动。吹哨人与民选或任命的官员联系不得涉及政治支持、政治反对和竞选活动。
另一个需要吹哨人注意的是，离开政府的前雇员，在一定时间内不得受雇于与其前雇主有合同关系的实体。前政府雇员可能不得以官方身份直接与仍在政府工作的前同事交往。

### 1989年《吹哨人保护法》
1989年颁布的《吹哨人保护法》旨在保护披露“政府违法、浪费和腐败行为”的联邦雇员，使其免受与工作有关的不利后果。 该法案为可能被降职、减薪或被替换的吹哨人提供保护。为了防止解雇无效、解除劳务派遣合同无效以及一些不利待遇(例：降职或减薪)事件的发生，该法案明确设立了一些公务员保护标准。法院会对每一个申请解雇或取消解雇的申诉做出有效或无效的判决。
然而，《吹哨人保护法》也有一定的局限性。例如，该法案包括不包括税法，也不能对用于政治活动的资金进行管理，而在这些政治运动中，吹哨行为恰恰比其他组织更有效。吹哨人在提出诉讼时必须提供能够支持其主张的信息及其他文件。如果发现他们说谎，他们可能会受到刑事指控。
最高法院裁定，这种保护只适用于政府工作人员，当披露的信息与工作没有直接关系时。美国考绩制度保护委员会（MSPB)用代理律师代替“行政法法官”来解决联邦雇员对吹哨人的上诉。
这些被称为“律师检察官”的律师驳回了98%吹哨人的上诉；委员会和联邦巡回上诉法院非常尊重他们最初的决定，结果确认率分别为97%和98%。 吹哨人保护条款并不总是保护联邦雇员。最高法院的裁决排除了联邦雇员涉及《工作守则》的吹哨人行为。
与职务相关的问题必须经过组织内部的逐级审核。当吹哨人行为失败后，如果雇佣关系会受到影响，这个问题必须引起考绩制度保护委员会（Merit Systems Protection Board，MSPB)、就业平等委员会（Equal Employment Opportunity Commission，EEOC）或人事管理局（Office of Personnel Management，OPM)的注意。与职务非直接相关、对国家公共安全或执法无负面影响的非机密问题可能适合公开披露。公开披露行为可包括性骚扰、种族歧视、非法跟踪、诽谤、环境农药暴露（如果非灭虫员的话）。
涉及公共交通或联邦雇员的罪行应向交通部监察长披露。

尽管《吹哨人保护法》有一些局限性，但其主要目标是帮助消除企业丑闻并促进其与其他法律相协调。

### 2002年《无恐惧法》
《无恐惧法》（《通告以及联邦雇员反歧视和报复法案》）于2002年生效。该法案阻止联邦机构管理人员进行非法歧视及报复，并在其违反反歧视和保护吹哨人的相关法律对其进行问责。研究发现，联邦机构内部若存在施行或容忍有关歧视的的行为，该机构的运行效率将大打折扣。此法案主要旨在从机构预算中为有关歧视和报复的违法行为支付赔偿。
《无恐惧法》所规定的雇主义务如下（需进行年度培训）：
- 将联邦反歧视、吹哨人保护以及反报复法等所规定的有关联邦雇员、前联邦雇员以及联邦工作就业申请者的权利对其进行告知。
- 在其官方网站上公布有关联邦部门平等就业机会之投诉的统计数据。
- 保证管理者获得了多元化员工管理、在冲突早期提供多种解决方案以及基础沟通技巧的相关培训。
- 进行有关歧视之投诉的趋势以及原因的调查研究。
- 施行新的措施，以改进投诉流程和工作环境。
- 对员工有关歧视和报复的不当行为采取及时和适当的纪律处罚。
- 凡上诉至联邦法院的任何与歧视和吹哨人相关案件，补偿基金（Judgment Fund）为案件和解与判决支付的费用均需由雇主偿还。
- 编制年度状况和进度的报告，并呈报国会、司法部长以及美国平等就业委员会。

### 2002年《萨班斯-奥克斯利法》
2002年通过的《萨班斯-奥克斯利法》（又称《SOX法》、《索克思法》或《塞班斯法》）旨在通过公司治理手段辅助财务活动规范化。该法案由国会制定，以帮助解决商业环境中的缺陷。由于其他一些法律导致了公司破产和假账，该法案应运而生，旨在规范企业行为，防止其欺诈。除州法外，联邦条款也得到了制定，由此在商业领域为州法规与联邦法规提供了平衡。
它建立了强制性吹哨人披露制度，在某些情况下，未能披露信息的强制报告人可能会面临刑事处罚。这就要求对资金调度工具——如为私营产业提供资金的股票和债券——进行注册和准确报告。一些公司雇员被要求必须报告违规行为（强制报告人）。
涉及证券与金融的吹哨人披露应向证券交易委员会 （页面存档备份，存于）、州检察长 （页面存档备份，存于）或当地地方检察官提出。

## 国家安全保护
具体适用于美国情报体系吹哨人的法律和行政令包括《情报体系吹哨人保护法案》 （页面存档备份，存于）（ICWPA，Intelligence Community Whitstleblower Protection act of 1998）、《第19号总统政策指令》 （页面存档备份，存于）（Presidential Policy Directive 19）和《2014财年情报授权法案》 （页面存档备份，存于）（Intelligence Authorization Act for Fiscal Year 2014）。对于涉及国家安全的吹哨人，目前无法向法庭反对他人对自己实施报复。对于情报机构的吹哨人，现行的权益维护体系完全是机构内部的。不过，美国众议院情报委员会可进行干预，以确保吹哨人得到保护。近几年还增加了上诉机制。在这个框架下，若情报机构的吹哨人提出“有关公共政策事项的不同意见”，他们并不会受到保护；若违反了一定的法律、法规或规章制度，则会受到保护。国家安全部门的工作人员因此很难对在保守秘密法下运行的政策或项目（比如美国国家安全局的大规模监控项目）的合法性或合宪性提出质疑。
《情报体系吹哨人保护法》 （页面存档备份，存于）于1998年通过。该法律同时适用于情报机构雇员和承包商，它提供了向国会检举机密情报的一个安全途径，并要求吹哨人在向众议院情报委员会报告“紧急”情况之前，必须通过 监察长通知机构负责人。但该法律并没有禁止就业相关的报复性行为，也没有任何针对披露信息可能导致的报复的反对手段，比如提供诉诸法院或行政机构的途径。
2012年10月，在《吹哨人保护促进法案》 （页面存档备份，存于）取消了保护情报机构吹哨人的条款之后，巴拉克·奥巴马签署了《第19号总统政策指令》，旨在确保服务于情报机构或能接触到机密情报的人，在有效地检举浪费、贪污和滥用的同时可以保护机密信息。该指令提出，对于用适当的内部渠道进行安全披露的雇员，禁止对其展开报复，并对已证实的报复行为实行救济。该指令要求各情报机构制定禁止报复的政策和程序，并建立审查流程，使机构监察长能够对被指具有报复性行为的人员或相关的安全调查决定进行审查。指令还建立了上诉制度，使吹哨人可就机构的疑似报复性决定向情报体系检察长提出上诉，由检察长决定是否召集审查小组进行审查。审查小组由三名检察长组成，只能向被投诉的机构负责人提出建议，而不能实际要求机构予以纠正。
对于承包商而言，除非与其安全调查结果有关，否则《第19号总统政策指令》 （页面存档备份，存于）并不能保护他们免遭各种形式的报复，即他们可能会面临报复性的解雇、调查和刑事起诉等。吹哨人律师（whistleblower lawyer)马克·扎伊德(Mark Zaid)表示，鉴于有大量承包商在情报机构工作，不对他们进行保护是“一个显著的、明显是有意为之的疏忽”。他认为，这是一个亟需填补的缺口。因为经常有承包商怀着吹哨人式的忧虑去找他，而他们恰恰是所有人中最不受保护的。过去，由于《2008财年国防授权法案》 （页面存档备份，存于）（National Defense Authorization Act for  Fiscal  Year  2008），国家安全方面的承包商有着更强的吹哨人权利。该法案保护了国防部的承包商，使其免遭报复，其中涉及了近60%的政府机关，包括国家安全局（NSA)、国防情报局(DIA)以及其他五角大楼内的情报机构，但并不包括中央情报局（CIA）。法案还建立了救济申请流程——先由机构检察长进行调查，随后作为民事投诉由地区法院陪审团审理。但这些权利在随后的《2013财年国防授权法案》 （页面存档备份，存于）（在爱德华·斯诺登泄密之前便已通过）中被取消了，不再适用。根据美国笔会 （页面存档备份，存于）（PEN America），在那之后，相对于其他政府承包商，情报机构的承包商(如爱德华·斯诺登)所受到的保护要少得多，力度也更弱。除了《第19号总统政策指令》 （页面存档备份，存于）能够保护吹哨人免遭安全调查相关的报复以外，目前并没有针对其他报复行为的法定保护。一些吹哨人支持者认为，《第19号总统政策指令》所建立的框架是不充分的，只有能够通过法律途径对报复行为提出质询时，情报体系的吹哨人权利才是有效的、有意义的。 2014年7月7日，《2014财年情报授权法案》 （页面存档备份，存于）正式签署成为法律，其中纳入了《第19号总统政策指令》 （页面存档备份，存于）中的一些保护政策。

## 报告

### 联邦工作人员
当管理层未能处理不安全的工作条件时，联邦员工应当通知劳工部长。上校、上尉或者该级别以上的高级管理人员和军官有义务根据吹哨人提供的信息采取行动。财务和商业违规行为会被报告给美国证券交易委员会，监察长，地方检察官，美国特工处，联邦调查局，或者其他执法机构。
如果上报的信息属于机密信息，那么收信人应该懂得须知标准并且必须拥有安全权限。须知标准通常意味着如果争端被解决了，则被揭露的问题将对政府有利。不能使政府受益的争端被归类为劳资纠纷更加合适。
联邦就业受到考绩制度保护委员会 （页面存档备份，存于）的的管辖。任命官员或民选官员以外者同样适用。联邦雇员受到1973年《康复法》的保护，该法案对残疾者提供了保护措施。
报告犯罪行为或者能力不足的劳动者在工作中可能会受到伤害。联邦雇员、能源工人、码头装卸工以及煤矿工人如果在工作中受伤，则应当联系美国劳工部的工人赔偿办公室 （页面存档备份，存于）。

### 私营公司及非营利组织
私营公司雇员可告知 环境保护局 (EPA) 及 职业安全与健康管理局 (OSHA) 等组织。EPA和OSHA虽无权直接为政府雇员服务，但员工仍然必须向其提交报告。
政府伦理法往往错综复杂，譬如， 基于1989《伦理改革法》所规定的信息披露原则以及《信息自由法》，公职人员的商业收益与缴税记录需面向全社会公开。上述要求适用于包括选举和政治任命的官员在内的所有政府雇员。私营企业雇员也受《美国残疾人法》保护。
若私营公司或非营利组织规章条例中包含有关吹哨人保护的内容，则该组织亦可从中受益。能够授予“吹哨人”——任何将其他雇员或管理层以公司名义进行的的违法或不道德行为告知雇主或公司董事会成员的员工——免予起诉权的组织，可免除罚金、行政处罚或诉讼。

工人需主动声明其权利方能得到保护。

### 工会
工会可以提供专属工会的额外法律保护。
国家劳资关系委员会有权协助建立联邦工会、协助调查指控、协助寻求救济途径、协助裁决案件以及协助执行指令。国家劳资关系委员会还有权监督关于工会成员选举的工会组建。
用人单位有告知劳动者援助其工伤或者医疗保障计划的义务，并且工会代表有跟进上述计划信息的义务。用人单位须同意当地的工会代表出席会议。用人单位不得干涉工会代表提供的援助。
集体劳动协议（合同）是两个群体之间建立合伙关系的一套制度，管理层和劳动者分别为其中的两个群体。对于在劳动争议期间的非工会代表的管理层成员，集体劳动协议也为其提供与普通劳动者相同的保护。
集体劳动协议不同于工会章程，工会章程规章制度是用于规范工会成员的活动的。
- 选举以及被选举
- 工会代表大会
- 会议的通知
- 活动经费

劳动合同包括了由法院判决形成的普通法、侵权法（私法或者民法）以及公法。
劳动组织有大规模金额交易的，工会有权依据U.S. Code Title 26, Section 501(c)(3), 501(c)(4) and/or 501(c)(5) 的规定作为该企业的企业法人或者社团法人。公会可通过咨询银行、信用社（credit union）、储蓄贷款协会（savings and loan）或其他金融机构开设符合本地要求的账户。该账户用于专项资金的筹措。

### 劳动争议
劳动争议通常是指用人单位与其劳动者之间在集体协商期间要协商的条款，或已经达成协议但在履行上引起的争议（例如:工作条件，补贴，工作时间，任期，工资）。
关于劳动争议，值得警惕的一点是：工会领导层的所有成员也是劳动者，并且这些劳动者也都有工作任务。工会领导通常被分配到较轻的工作任务。除了不要求工会领导层定时定点上班外，通常外勤任务也较少。用人单位管理层有权变更工会领导的工作任务，包括利用长期外勤任务导致其与家人分离。
吹哨人须知悉劳动争议的程序，因为工会领导层可能会由此营私舞弊。
当吹哨人告发遭到报复时，劳动者应提出该项劳动争议以保护其就业权利。劳动者的权利是受到《美国劳动法》保护的。如果劳动者未能及时提出该项劳动争议，其权利是不会自动被保障的。
没有集体协商组织的劳动者个人可以直接提交到state labor boards （页面存档备份，存于）, unemployment offices （页面存档备份，存于）, 以及 Equal Employment Opportunity Commission （页面存档备份，存于）。这些是为没有工会管理的劳动者提供的网站。
该争议必须向用人单位披露。双方签订了工会合同的，该劳动争议应依照合同的相关规定。没有签订工会合同的，且与用人单位无法达成一致的应直接与该地区的政府部门的劳动者保护组织协商解决。无法通过协商解决的劳动争议可以提起申诉程序。

### 申诉
申诉是指劳动者公开指控用人单位的不公正待遇或错误行为。
一个常规申诉的时效为30天。这可以杜绝工厂的停工、扣发工资和解雇等行为。用人单位的每一项举动都会成为申诉的佐证。
当劳动者一方的申诉占上风时，可暂停与争议相关的低级别主管的晋升。如果出现对吹哨人的报复或其他犯罪行为，可暂停主管人员的工资。这可以防止管理者的不道德行为。劳动者应确保申诉的基本特征为是真实的、合法的且可证实的。真实是指没有虚假或误导性的陈述。合法意味着必须以合法的理由获得法官或陪审团对雇员的支持。可证实是指必须有证据、证词和证人以支撑所陈述的事实。
申诉应包括以下内容：
- 组织信息（名称和位置）
- 劳动者联系信息（姓名、地址和电话）
- 管理者联系信息（姓名、地址和电话）
- 劳动者职业
- 投诉性质
- 期望的解决方案
- 员工签名和日期
- 管理者的回复、签名和日期

申诉原件需交给一级管理者，并保留一份副本给直属主管。如果有工会，则应将副本交给工会领导小组成员。如果管理者回复不可接受，则更新申诉，附在原件的副本上，并交给一级管理者的主管（二级主管）。从一个管理者到另一个管理者的传递过程将贯穿整个组织。每个管理者回复的时间通常为30天。员工回复的时间通常为7天。前文所述的“申诉的基本特征”可扩展到每个步骤的进一步信息。
当劳动者纠纷中的集体谈判成员包含用人单位成员时，集体谈判协议中将会详述申诉过程。美国法典标题5第7121节 （页面存档备份，存于）为联邦工作人员提供了一个示例框架。
如果地方组织的最高一级没有达成任何决议，或者这一过程耗时太长，那么这一过程就会引起相关政府组织的注意。
集体谈判同时保护用人单位和劳动者双方。上述申诉程序为用人单位提供了纠正违反道德规则或法律情况的缓冲时间，逾期才采取强制措施。作为工会成员的联邦政府职员一般仅限于有约束力的仲裁。不限于约束性仲裁的劳动者可以向法院起诉。
如果没有工会组织，或者工会的争议程序没有任何结果，或者过程太长，那么问题将提交给国家劳动审查委员会，平等就业机会委员会 （页面存档备份，存于），功绩制保护委员会 （页面存档备份，存于），督察长，参议员 （页面存档备份，存于），代理人，总统 （页面存档备份，存于），司法部 （页面存档备份，存于）、工业事故委员会 （页面存档备份，存于）或其他组织。应将副本邮寄给本地织负责管理高层的官员或高级行政人员，因为其他员工可能会干扰定期交付。
申诉需要引用涉及侵权行为法、普通法或公法的议题才能生效。否则不予采取任何执法行动。
劳动者投诉的常见原因如下：
- 未能按时发放工资
- 犯罪活动
- 危险活动
- 人身攻击
- 未能提供用餐/休息时间
- 未能提供安全的工作条件
- 恶劣的工作环境（如：骚扰）
- 未能照顾残障人士是劳动者投诉的最常见原因

### 会议
直属上司可以要求员工参加会议。员工必须在正常工作时间内参加会议，但也有限制。美国政府雇员不能离开会议或工作区域，除非在涉及有残疾或疾病的情况下。。私营企业的员工以不同的规则进行操作，并且如果州法律要求员工有休息和吃饭的时间，在一些地区限制员工的行为则可能会被逮捕。由于不平等保护，政府雇员在受到管理者的虐待方面存在更大风险。
有关更多信息，可以咨询州劳工委员会。 （页面存档备份，存于）
需要注意的一点是，如果员工回复问题，《第五修正案》的保护条款可能会失效，会议期间有必要在回复任何问题之后重新主张此项权利。在员工已重新主张他们的基本权利且要求控告详情后，会议上可能会冷场。
雇员同时必须维护他们的权利。有关更多信息应咨询劳工部。
当被要求参与一场可能会涉及任何类型争议的会议之时，员工必须维护额外权利。会议中如果主题涉及劳动争议，而员工未被要求提供任何信息，员工有权被告知任何可能的争议的具体性质。
应提供以下信息：
- 职位描述
- 绩效评估标准
- 绩效评估
- 改善预期

员工不得在任何会议上作虚假陈述，如果联邦工作人员在场时作虚假陈述，与会者将面临被罚款或被监禁的风险。False statements （页面存档备份，存于） 当联邦雇员在场时所做的此项陈述是犯罪，这包括在联邦机构的正式会议上所做的任何陈述。一些州可能有类似的法律。
在某些地区电话录音可能要求有法院指令。在某些地区，如“guide/california-recordinglawcalifornia”的普通语音录音在录音前需要得到各方的同意才能在法庭或仲裁期间使用。大多数会议记录由各方进行书面记录，会议记录在会议结束时进行签字并注明日期。
员工应根据《第六修正案》要求指出任何指控的具体性质，并假定未解决的争议将根据《第七修正案》的保护条款在法庭上作出裁决。员工不能被迫回复有关潜在犯罪的问题，因为所有这些问题都受到《第五修正案》保护条款的保护。任何员工不得以任何理由拒绝这些保护条款。
具体的宪法保护内容如下:
《美国宪法第五修正案》"第五条"：…在任何刑事案件中，未经正当法律程序不得强迫被告作证，不得剥夺被告的生命、自由或财产
《美国宪法第六修正案》"第六条"：…被告应享有……的权利，了解控告的性质和理由;与对他不利的证人对质.....
《美国宪法第七修正案》"第七条"：…有争议的价值若超过二十美元，保留由陪审团审理的权利...
《美国宪法第十四修正案》"第十四条":…也不否认在其管辖范围内的任何人受到法律的平等保护。
如果会议是针对政府雇员的纪律听证会或绩效评估会议，且如果员工被告知其工作表现方面都不够完美，那么员工就有权被告知每一个不够完善的评级措施的具体改进情况。评估必须在工作描述的范围内。如果评估的任何方面超出了招聘过程中使用的任何文凭、执照或先前培训的范围，那么雇主有责任进行必要的培训，以提高评估中要求的技能。重新评估之前，雇主应允许存在一段改进的时间。作为雇佣条件，一些雇主可能会要求员工支付自己在某些领域的培训费用。
另一种保护是非法监禁。雇主不能锁门，也不能强迫员工进行违心动作，除非需要进行逮捕，包括米兰达警告。《第六修正案》规定，当员工被强行转移或被强行拘留时，必须告知其原因。
各个州有不同的规定，但员工通常每两小时有15分钟的带薪休息时间，每四小时有1小时的无薪用餐时间。在大多数州，雇员错过的休息时间算作加班，州劳动保护条例也适用于联邦雇员。
工会代表的好处之一是i.edu/wein.html Weingarten rights减少了雇主虐待。没有工会代表的雇员只享有有限的基本权利，也可能没有权利在会议上作证。雇员和工会代表有权获得与争议相关的管理信息，且雇员和工会代表均可在任何会议中发挥积极作用。
温嘉顿权利如下:
- 员工有权在管理层要求的讨论中获得工会代表
- 员工必须询问经理讨论是否涉及纪律处分
- 员工必须要求工会代表参加讨论
- 员工必须通知雇主其要求工会代表与会
- 如雇主拒绝工会代表:

1. 声明:“若此次讨论可能导致我受到纪律处分或被解雇，则我恭敬地请求工会代表。我选择不回答没有工会代表的问题或声明。”
2. 记笔记，不回答问题，不签署文件，讨论后通知工会

- 员工有权在讨论前和讨论中私下与工会代表谈话
- 工会代表是积极的参与者。他或她不只是一个被动见证人。

政府雇员也有城市权利主张第五修正案与就业有关的保护，这与适用于私营公司雇员的米兰达权利完全不同。
公职人员面临的一个问题是，某些工作场合违反了公法。政府工作人员偏离办公程序可能违反法律，例如新泽西州票务造假丑闻 and the Minnesota ticket fixing scandal.员工从家里携带农药进入工作场所违反了。
如果员工不披露犯罪行为，经理可能会威胁采取纪律处分。政府雇员也有嘉里蒂权利，当管理层质疑时，其必须坚持以下几点。这必须与任何书面形式的管理报告或声明分开。
- ”在_______ -(日期)___________(时间),在_______ -(地方)我被_________________要求(上司名字&职位)提交这份报告(声明)作为被继续雇佣的一个条件。鉴于可能丧失工作机会，我别无选择，只能遵守这一命令并提交这一强制报告(声明)。
- 我相信并理解本报告(声明)不会也不能被任何政府机构或相关实体用于任何后续程序中针对我的纪律程序，除非是在本部门范围内。
- 鉴于任何和所有其他目的，根据《美国宪法》第五和第十四修正案以及(州)法律规定的任何其他权利，我在此声明保持沉默。另外，若此份报告(声明)被用于任何其他目的或描述，我特别声明Garrity v New Jersey, 385 US 493 (1967)，Gardner v Broderick, 392 US 273(1968)以及他们的后代所提出的教义对我的保护。”
- 雇主不得要求或以其他方式强迫公职人员在受到纪律威胁的情况下放弃《第五修正案》所述的就任何提交的陈述、报告或问题的回答的自证其罪的豁免。(雇员不得以遵守合法要求为条件，就雇主不向第三方披露的情况提交报告、声明等。)
- 纪律的适当性应通过集体谈判协议申诉仲裁程序确定。

## 吹哨人保护的豁免与限制
在美国有特定的吹哨人法律保护的豁免和限制情形。在联邦立法方面，最宽泛的法律是 《吹哨人保护法》。但是，该法只应用于联邦雇员的保护。公共部门和私营部门的雇员均可受特定主题的联邦法律保护，诸如 《职业安全和健康法》(Occupational Safety and Health Act)，但是这类法律只涉及不法活动领域的狭窄和特定领域。如果私营部门的雇员报告违反没有吹哨人保护条款的联邦法律或违反州法律的行为，则他们不受联邦举报者保护法的保护，尽管他们可能受到当地法律的一些保护。
2009年 美国政府问责署(GAO)发布一份报告称，举报非法行为的雇员并没有得到足够免于其雇主报复的保护。基于职业安全和卫生署(Occupational Safety and Health Administration)的数据，2007年该署审查过的1800名吹哨人案件中只有21%获得了“有利结果”。美国政府问责署发现，关键问题在于缺乏必要的资源用于调查雇员的申诉，以及吹哨人保护法规过于复杂。
在美国，工会官员不受吹哨人法律制裁。目前尚无对报告工会腐败的工会雇员的法律保护，这种雇员提出任何财务不当的指控，他们可被解雇。 《劳动管理报告和披露法》（Labor Management Reporting and Disclosure Act）制定了反工会腐败的法律，其中包括对吹哨人的保护，但最高法院裁定，这些保护仅适用于工会成员，而不适用于工会雇员。